# Ɑ́
Cette page contient des caractères spéciaux ou non latins. S’ils s’affichent mal (▯, ?, etc.), consultez la page d’aide Unicode.
Ɑ́, ou alpha latin aigu, est un graphème utilisé dans l’écriture de certaines langues camerounaises dont le mbembe tigon. Il s’agit de la lettre alpha latin diacritée d’un accent aigu.

## Utilisation
En langues camerounaises suivant l’Alphabet général des langues camerounaises, « ɑ́ » représente un voyelle ouverte postérieure (arrondie ou non arrondie) avec un ton haut. Il ne s’agit d’une lettre à part entière, et elle placée avec l’alpha latin sans accent ou avec un autre accent dans l’ordre alphabétique.

## Représentations informatiques
L’alpha accent aigu peut être représenté avec les caractères Unicode suivant (Alphabet phonétique international, diacritiques, latin étendu C), :
| formes    | représentations | chaînes de caractères | points de code | descriptions                                          |
| --------- | --------------- | --------------------- | -------------- | ----------------------------------------------------- |
| capitale  | Ɑ́               | Ɑ◌́                    | U+2C6D U+0301  | lettre majuscule latine alpha diacritique accent aigu |
| minuscule | ɑ́               | ɑ◌́                    | U+0251 U+0301  | lettre minuscule latine alpha diacritique accent aigu |